# Sonniuswijk
Sonniuswijk is een buurtschap die zich bevindt ten noordwesten van het dorp Son, in de Nederlandse provincie Noord-Brabant. 
Sonniuswijk ontstond in 1922 en was feitelijk een agrarische ontginningsnederzetting die verband hield met de omvorming van het noordelijk deel van de Sonse Heide tot landbouwgebied. In dat jaar werden aldaar de eerste zes boerderijen gebouwd.
De buurtschap is genoemd naar Franciscus Sonnius, een uit Son afkomstige bisschop.

## Paulushoeve
Van belang in deze buurtschap is de Paulushoeve. Deze was van 17 september tot 20 september 1944 de commandopost van de 101ste Airborne Divisie in het kader van de Operatie Market Garden.
In 1984 werd door de Vereniging van Airborne Vrienden een plaquette op het woonhuis aangebracht die herinnert aan de bevrijding van Son op 17 september.
Tegenwoordig leidt het Airbornepad Market Garden langs deze hoeve.

## Natuur en landschap
Ten zuiden van Sonniuswijk ligt natuurgebied de Sonse Heide, ten noordwesten het Waterwingebied Son en ten oosten de Sonse woonwijk De Gentiaan. Sonniuswijk ligt in een wat kale heideontginning en staat op de nominatie om in de komende decennia een groot nieuw woongebied te worden.